# Associazione Calcio Trento 1985-1986
Questa voce raccoglie le informazioni riguardanti l'Associazione Calcio Trento nelle competizioni ufficiali della stagione 1985-1986.

## Rosa
| N. |                   | Ruolo | Calciatore         |
| -- | ----------------- | ----- | ------------------ |
|    | Italia (bandiera) | D     | Alfredo Bencardino |
|    | Italia (bandiera) | D     | Luciano Castioni   |
|    | Italia (bandiera) | A     | Eugenio Coratella  |
|    | Italia (bandiera) |       | Di Marino          |
|    | Italia (bandiera) | C     | Fabio Fratena      |
|    | Italia (bandiera) | D     | Livio Gardiman     |
|    | Italia (bandiera) | A     | Alessandro Guerra  |
|    | Italia (bandiera) |       | Improta            |
|    | Italia (bandiera) | A     | Salvatore Lo Manno |

| N. |                   | Ruolo | Calciatore             |
| -- | ----------------- | ----- | ---------------------- |
|    | Italia (bandiera) | C     | Giancarlo Lucchetta    |
|    | Italia (bandiera) | C     | Piergiorgio Lutterotti |
|    | Italia (bandiera) | C     | Antonio Magliocca      |
|    | Italia (bandiera) | C     | Mauro Marmaglio        |
|    | Italia (bandiera) | P     | Massimo Meani          |
|    | Italia (bandiera) | A     | Stefano Paraluppi      |
|    | Italia (bandiera) | A     | Giorgio Telch          |
|    | Italia (bandiera) | C     | Giuseppe Vitillo       |
|    | Italia (bandiera) | C     | Fabio Vulpiani         |
|    | Italia (bandiera) | P     | Matteo Mancuso         |

## Risultati

#### Girone di andata
| 22 settembre 1985 1ª giornata | Trento | 0 – 0 | Parma |  |

| 29 settembre 1985 2ª giornata | Legnano | 0 – 1 | Trento |  |

| 6 ottobre 1985 3ª giornata | Fano | 1 – 0 | Trento |  |

| 13 ottobre 1985 4ª giornata | Trento | 2 – 1 | Virescit Bergamo |  |

| 20 ottobre 1985 5ª giornata | Piacenza | 1 – 0 | Trento |  |

| 27 ottobre 1985 6ª giornata | Trento | 2 – 0 | Pavia |  |

| 3 novembre 1985 7ª giornata | Modena | 2 – 0 | Trento |  |

| 10 novembre 1985 8ª giornata | Trento | 1 – 1 | SPAL |  |

| 17 novembre 1985 9ª giornata | Trento | 0 – 0 | Padova |  |

| 24 novembre 1985 10ª giornata | Carrarese | 1 – 2 | Trento |  |

| 1º dicembre 1985 11ª giornata | Trento | 1 – 1 | Ancona |  |

| 8 dicembre 1985 12ª giornata | Sanremese | 1 – 1 | Trento |  |

| 15 dicembre 1985 13ª giornata | Varese | 4 – 1 | Trento |  |

| 22 dicembre 1985 14ª giornata | Trento | 1 – 1 | Rimini |  |

| 5 gennaio 1986 15ª giornata | Rondinella | 0 – 0 | Trento |  |

| 12 gennaio 1986 16ª giornata | Trento | 0 – 0 | Prato |  |

| 19 gennaio 1986 17ª giornata | Reggiana | 0 – 0 | Trento |  |

#### Girone di ritorno
| 26 gennaio 1986 18ª giornata | Parma | 0 – 0 | Trento |  |

| 2 febbraio 1986 19ª giornata | Trento | 0 – 0 | Legnano |  |

| 9 febbraio 1986 20ª giornata | Trento | 1 – 1 | Fano |  |

| 16 febbraio 1986 21ª giornata | Virescit Bergamo | 0 – 0 | Trento |  |

| 23 febbraio 1986 22ª giornata | Trento | 1 – 3 | Piacenza |  |

| 2 marzo 1986 23ª giornata | Pavia | 2 – 1 | Trento |  |

| 9 marzo 1986 24ª giornata | Trento | 0 – 1 | Modena |  |

| 23 marzo 1986 25ª giornata | SPAL | 2 – 2 | Trento |  |

| 29 marzo 1986 26ª giornata | Padova | 1 – 0 | Trento |  |

| 6 aprile 1986 27ª giornata | Trento | 0 – 0 | Carrarese |  |

| 13 aprile 1986 28ª giornata | Ancona | 2 – 0 | Trento |  |

| 20 aprile 1986 29ª giornata | Trento | 1 – 1 | Sanremese |  |

| 4 maggio 1986 30ª giornata | Trento | 0 – 0 | Varese |  |

| 11 maggio 1986 31ª giornata | Rimini | 0 – 0 | Trento |  |

| 18 maggio 1986 32ª giornata | Trento | 2 – 0 | Rondinella |  |

| 25 maggio 1986 33ª giornata | Prato | 2 – 2 | Trento |  |

| 1º giugno 1986 34ª giornata | Trento | 1 – 0 | Reggiana |  |